# Bob van Tol
Gerardus Bob (Bob) van Tol (Rotterdam, 23 april 1943 – Amsterdam, 16 november 2005) was een Nederlands acteur. Hij speelde lange tijd in de Nederlandse soap Goudkust.
Van Tol studeerde Frans en Theaterwetenschappen aan de Universiteit van Amsterdam, gevolgd door een acteeropleiding in New York. Hij speelde enige tijd bij de Haagse Comedie alvorens als freelancer te gaan werken, onder andere in het blijspelen met acteurs als Joop Doderer. Naast toneelwerk speelde Van Tol ook rollen in vele televisieseries en in enkele films.
Bob van Tol overleed op 62-jarige leeftijd aan kanker en werd begraven op Begraafplaats Zorgvlied in Amsterdam.

## Televisieseries
- Centraal Station - rechercheur
- Oorlogswinter - Veearts van Ommen
- Q & Q (2e serie) - Agent Willie
- De Fabriek - Maarten Volkers
- De Lachende Scheerkwast - Theo Drissen
- Zeg 'ns AAA
- Medisch Centrum West - Mark Zijdeveld (Afl. De beproeving/De minnaar, 1990)
- We zijn weer thuis - Johan Kranendonk
- Ha, die Pa! - Consulent Arbeidsburo (Afl. Kleingeld, 1990)
- Goede tijden, slechte tijden - David van Thijn (1990-1992)
- Wilhelmina
- Kanaal 13
- Keyzer & De Boer Advocaten - Jaap Griffioen (Afl., De zorgleerling, 2005)
- Goudkust - Anton Verweijden (1996-1997)
- Oppassen!!! - Frans van Maasdam (Afl. Beschuit fluiten, 1993)
- Goede tijden, slechte tijden - Leonard Stempel (2002)